# Терентьев, Виктор (футболист, 1975)
Ви́ктор Тере́нтьев (латыш. Viktors Terentjevs; 22 мая 1975, Рига) — латвийский футболист, защитник, а также тренер.

## Биография
Свою футбольную карьеру Виктор Терентьев начинал в «Интерсконтo» (позднее «Сконто/Металс») — фарм-клубе «Сконто». В 1997 году он перешёл в даугавпилсский «Локомотив», а через сезон попал в «Валмиеру».
В апреле 1999 года Виктор Терентьев был вызван в национальную сборную Латвии к матчу со сборной Албании, однако в рядах сборной он так и не дебютировал. Сезон 2000 года Виктор Терентьев провёл в клубе «Рига», однако уже на следующий год вернулся в «Валмиеру».
В 2005 году Виктор Терентьев выступал в составе новообразованного клуба «Олимп», который по окончании сезона занял последнее место в Высшей лиге Латвии и вылетел в Первую лигу.
В 2009 году Виктор Терентьев стал играть за клуб «Юрмала». А в июне 2010 году, после ухода Андрея Карпова, начал помогать Андрею Колидзею в тренировочном процессе.
Перед сезоном 2012 года Виктор Терентьев стал помощником Олега Благонадеждина в юрмальском «Спартаке». А после увольнения Благонадеждина, с 19 по 22 июля 2012 года, исполнял обязанности главного тренера, пока «Спартак» не возглавил литовский специалист Арминас Нарбековас.